# دد مورز

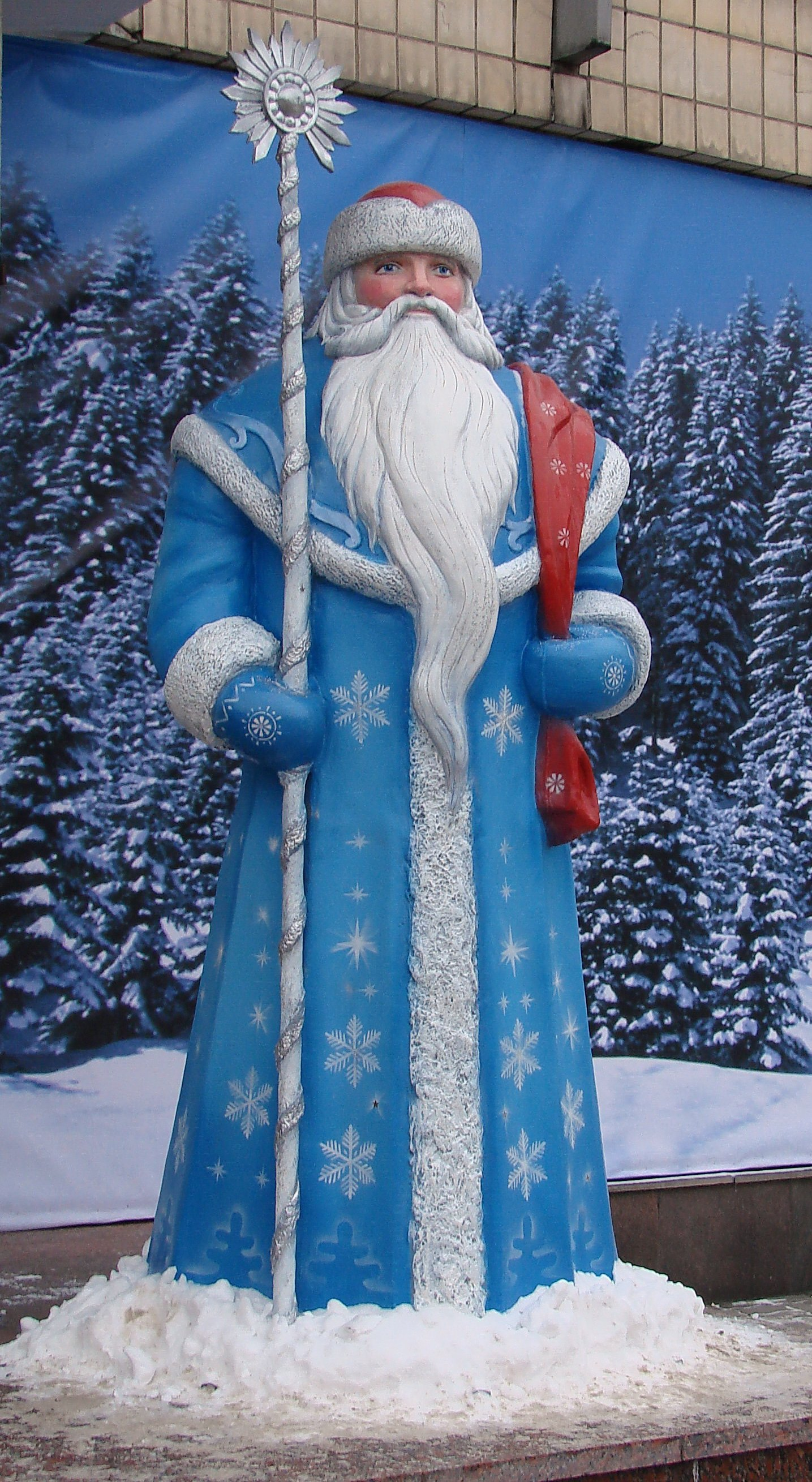

دد مورز (روسی: Дед Мороз)که با نام پدر فراست نیز شناخته می‌شود، یک شخصیت افسانه ای و محبوب در فولکلور و سنت‌های اسلاو است. او شخصیتی است که شباهت‌هایی به چهره‌های غربی مانند بابا نوئل یا سنت نیکلاس دارد. دد موروز اغلب به صورت مردی بلند قد و لاغر با ریش سفید بلند، پوشیده از کت آبی بلند و عصا به تصویر کشیده می‌شود.
در فرهنگ‌های روسی و اسلاوی، اعتقاد بر این است که دد موروز در جشن‌های سال نو، که یک تعطیلات بزرگ در روسیه و سایر کشورهای اسلاو است، برای کودکان خوش‌رفتار هدایایی می‌آورد. او معمولاً با نوه اش اسنوگوروچکا (دوشیزه برفی) همراه است و با زمستان، یخبندان و جشن‌های سال نو همراه است. دد موروز نقشی مشابه بابانوئل ایفا می‌کند و در فصل تعطیلات شادی و شادی را پخش می‌کند.